# Jesús Guerrero
Jesús Guerrero, španski rokometaš, * 20. april 1949.
Leta 1972 je na poletnih olimpijskih igrah v Münchnu v sestavi španske rokometne reprezentance osvojil 15. mesto.